# Gran Dolina
La Gran Dolina è una dolina carsica, ovvero una depressione circolare del terreno, ubicata nei pressi della città di Atapuerca, nella provincia di Burgos, in Spagna. 
La Gran Dolina fa parte del Sito archeologico di Atapuerca, che si è rivelato essere uno dei più importanti in Europa per l'abbondanza e la diversità dei resti fossili ivi ritrovati.
La dolina è stata riempita nel corso del tempo da una successione di sedimenti nei quali si sono accumulati numerosi resti fossili. Verso la fine del XIX secolo, fu scavata una trincea per costruire una linea ferroviaria e questo ha permesso di far affiorare la sequenza geologica degli strati sedimentari e studiarne la disposizione stratigrafica. 
I primi ritrovamenti avvennero negli anni 1970/80 e il luogo fu definito "Trinchera Dolina" (TD); gli strati furono classificati dal TD1 (inferiore e quindi il più antico) al TD11 (il superiore e più recente). Per permettere lo scavo dei vari livelli dei sedimenti, fu necessario installare una grande impalcatura di sostegno.

## Homo antecessordella Gran Dolina

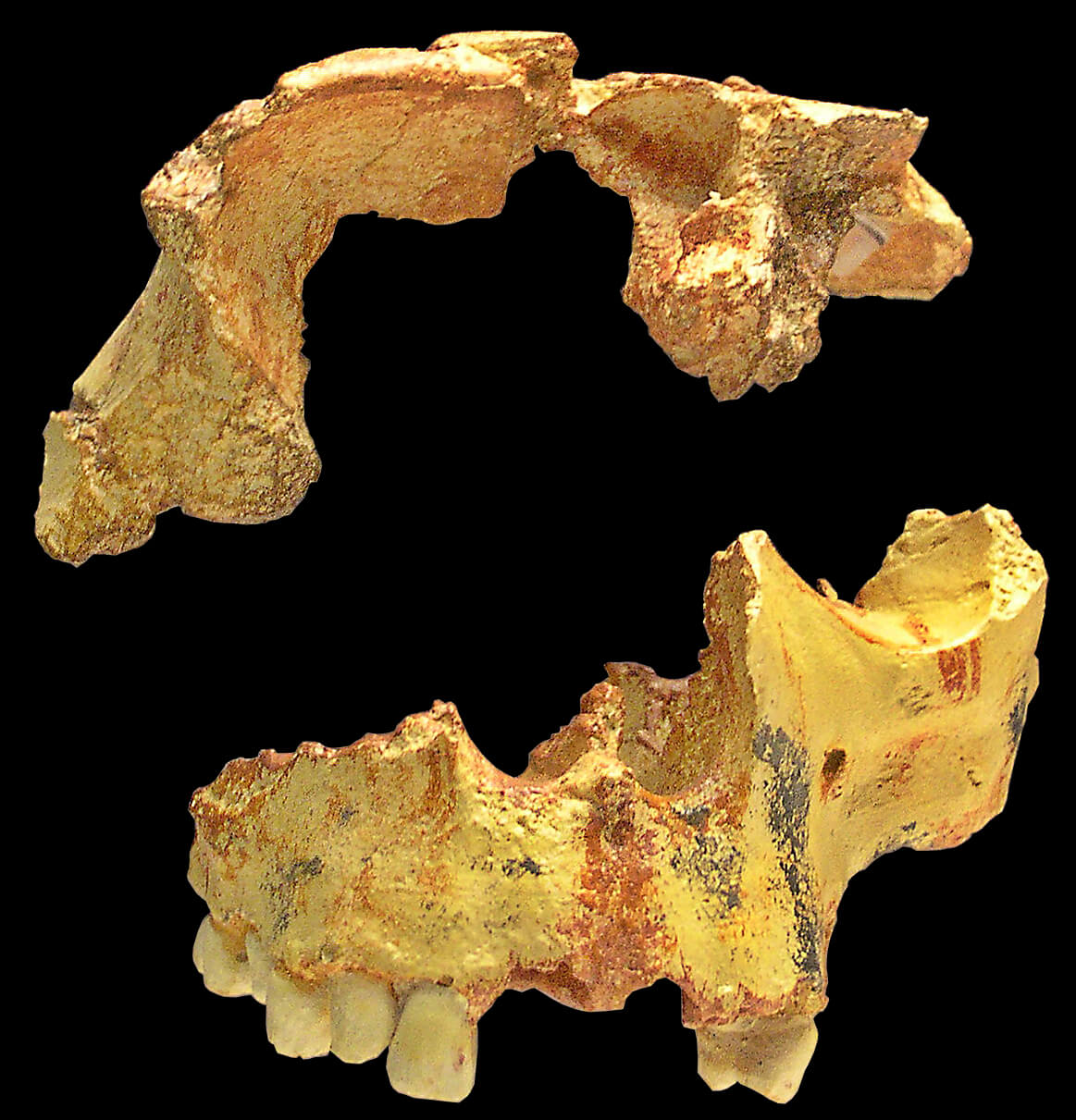
Resti di Homo antecessor della Gran Dolina, inventariati come reperti ATD6-15 e ATD6-69.

### Reperti ATD6-15 e ATD6-69
Il sito della Gran Dolina è conosciuto soprattutto per i frammenti del cranio di un individuo giovane (probabilmente 10-11 anni) soprannominato niño de Gran Dolina, inventariati ai numeri ATD6-15 e ATD6-69 (ATD è l'abbreviazione ufficiale del sito e sta per: Atapuerca Trinchera Dolina).
Nel 1994, nel livello TD6 sono stati trovati i resti di un cranio datati a 900.000 anni fa. Il cranio è stato identificato come appartenente a una nuova specie di hominini, l' Homo antecessor, d cui furono successivamente trovati i resti di almeno altri sei individui. La scoperta di questi fossili ha considerevolmente modificato la percezione dell'evoluzione umana nel continente europeo. I resti assomigliano a quelli dell' Homo heidelbergensis, antenato dell'Uomo di Neandertal, per quanto riguarda la fronte e i denti, ma l'uomo della Gran Dolina presenta anche caratteristiche più moderne, come i lineamenti del viso che sono vicini a quelli dell' Homo sapiens. Questo ha portato i ricercatori a vedere in questo individuo un antenato comune sia a H. sapiens che a H. heidelbergensis, posizione che invece in precedenza era attribuita a quest'ultimo.

### Cannibalismo
Si ritiene che l' Homo antecessor praticasse l'antropofagia, come sembra attestato dai segni lasciati sulle ossa umane.
Queste marcature suggeriscono operazioni di macellazione che hanno lasciato tracce di utensili in pietra sull'osso; inoltre alcuni colpi indicano che l'osso è stato spaccato in due metà. I reperti ossei presentano tracce di colpi e fratture nette allo scopo di estrarre il midollo osseo. Il tipo di frattura non sembra collegato a una pratica rituale, ma a una tecnica per procurarsi il cibo.

## Un'industria litica antica
Nei livelli inferiori sono state trovate evidenze di un'industria litica datata a circa 1,5 milioni di anni fa, che sarebbe la più antica d'Europa.